# Kalatch (aliment)
Pour les articles homonymes, voir Kalach.
Le kalatch, kalács, kolatch, kolač, ou colac (russe : калач, ukrainien : колач, hongrois : kalács, same du Nord : колач / kolač, roumain : colac), est un pain traditionnel d'Europe de l'Est, couramment servi lors de divers repas rituels. Son nom provient du vieux mot slave kolo (коло) signifiant « cercle » ou « roue ». 